# Atol de Bikini
Atol de Bikini é um atol do Oceano Pacífico onde foram realizadas explosões atômicas experimentais, a primeira ocorrendo em julho de 1946. Também conhecido como Atol de Pikini, é um atol desabitado, devido à radioatividade resultante das explosões atômicas, de 6 km² localizado na Micronésia, Oceano Pacífico. O Atol de Bikini é membro das Ilhas Marshall e é formado por 36 ilhas que rodeiam uma lagoa. O local foi parte do programa de testes nucleares desenvolvido pelos Estados Unidos, após ser invadido durante a Segunda Guerra Mundial. No local foram lançadas mais de 20 bombas de hidrogênio e bombas nucleares, entre julho de 1946 e 1958.
Antes da realização dos testes nucleares, a população nativa foi transferida para o Atol de Rongerik. No fim dos anos 1960 e começo dos anos 1970, alguns dos antigos moradores do Atol de Bikini retornaram das Ilhas Kili, mas foram novamente transferidos, devido a alta radioatividade.
O navegador e explorador Otto von Kotzebue chamou o "Atol Bikini" como Atol Eschscholtz em homenagem ao cientista Johann Friedrich von Eschscholtz.
Em testes, vários foguetes Loki e Asp foram lançados em 11° 35′ N, 165° 20′ L.

## História

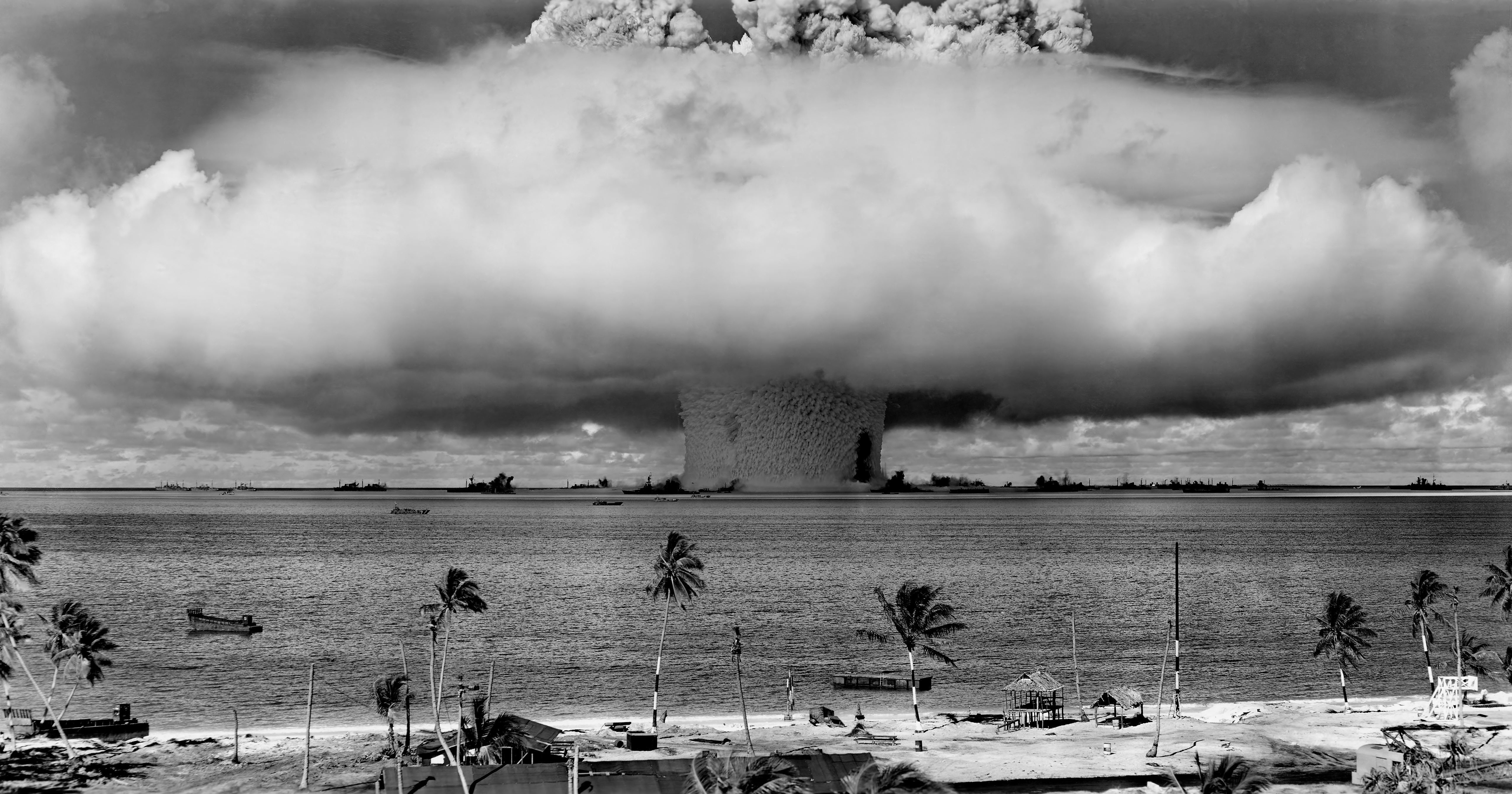
Operação Crossroads
25 de julho de 1946

Essa ilha é a localizada no extremo noroeste do Atol e é a maior das ilhas deste, sendo a mais conhecida e importante ilha. A Ilha Bikini é conhecida por dois motivos: foi alvo,  junto com o resto do Atol, dos testes nucleares estadunidenses e porque a roupa de banho biquini foi batizada com o nome da ilha (ou, possivelmente, do atol inteiro).
Entre 1946 e 1958, 23 dispositivos nucleares foram detonados no Atol do Bikini. Os habitantes micronésios, que eram cerca de 200 antes de os Estados Unidos os realocarem após a II Guerra Mundial, consumiam peixe, frutos do mar, bananas e cocos. Em 1968 os Estados Unidos declararam Bikini uma terra habitável e começaram a trazer os bikinianos de volta para casa no começo dos anos 70. Em 1978, no entanto, os habitantes foram removidos novamente quando o estrôncio 90 em seus corpos atingiu níveis perigosos. Eles processaram os Estados Unidos e foram indenizados em 100 milhões de dólares. A operação de limpeza retiraria uma cobertura de 16 polegadas do solo da ilha principal de Bikini, gerando um milhão de pés cúbicos de solo radioativo que não poderia ser descartado, a um custo que excede muito a indenização.
Em 1997, um grupo especial de cientistas da AIEA (Agência Internacional de Energia Atómica) ou em Inglês IAEA (International Atomic Energy Agency) determinou que seria seguro caminhar em qualquer lugar das ilhas. Embora a radioatividade residual em ilhas do Atol de Biquíni ainda fosse mais alta que em outros atóis das ilhas Marshall, os níveis medidos não eram perigosos à saúde. O risco principal de radiação seria a comida: o consumo de produtos do local, como frutas, poderia acrescentar ao corpo radioatividade suficiente para matar uma pessoa. O consumo ocasional de cocos ou bananas da Ilha de Biquíni não seriam nenhum motivo de preocupação. Mas, o consumo de muitos produtos locais durante um período longo de tempo sem tomar medidas medicinais poderia ter como resultado uma dose de radiação mais alta do que os níveis de segurança internacionalmente aceitáveis.
Por causa destes riscos alimentares, a AIEA recomendou não repovoar a ilha de Bikini.
O local foi declarado Patrimônio da Humanidade pela Unesco, em 2010 por "conservar evidências tangíveis diretas e significantes do poder dos testes nucleares".